# Seryk Berdalin
Seryk Särsenbajuły Berdalin, kaz. Серік Сәрсенбайұлы Бердалин, ros. Серик Сарсембаевич Бердалин, Sierik Sarsiembajewicz Bierdalin (ur. 6 lipca 1947 w Karagandzie, Kazachska SRR) – kazachski piłkarz, grający na pozycji obrońcy, a wcześniej napastnika, trener piłkarski.

## Kariera piłkarska

### Kariera klubowa
Wychowanek Szkoły Sportowej klubu Szachtior Karaganda, w którym w 1966 rozpoczął karierę piłkarską. W 1967 przeszedł do Metałłurgu Temyrtau, który zmienił nazwę na Stroitiel i w którym występował do 1970. Potem powrócił do rodzimego klubu, w którym zakończył karierę piłkarza w roku 1975.

## Kariera trenerska
Po zakończeniu kariery piłkarza rozpoczął pracę szkoleniowca. Najpierw przez dłuższy czas szkolił dzieci w Szkole Sportowej Szachtior Karaganda, a w 1978 został zaproszony do sztabu szkoleniowego pomagać trenować piłkarzy Szachtiora Karaganda. Od 1982 do 1984 i w 1991 pracował jako dyrektor techniczny klubu z Karagandy. W końcu 1991 po raz pierwszy stał na czele Szachtiora. W latach 1995–1996 ponownie prowadził rodzimy klub Szachtior Karaganda. Również w roku 1995 został mianowany na stanowisko selekcjonera narodowej reprezentacji Kazachstanu, którą kierował do 1997. Zespół pod jego kierownictwem rozegrał 20 gier. W 1998 roku (od sierpnia) trenował Irtysz Pawłodar. W 2000 do lata ponownie prowadził klub z Karagandy, który nazywał się wtedy Szachtior-Ispat-Karmet Karaganda, a od lipca do końca 2000 roku - Żetysu Tałdykorgan. W latach 2001–2002 pomagał trenować Jesil Kokczetaw. Potem pracował w Ministerstwie sportu i turystyki jako państwowy trener i odpowiadał za wszystkie piłkarskie reprezentacje Kazachstanu.

## Sukcesy i odznaczenia

### Sukcesy piłkarskie
Metałłurg Temyrtau
- brązowy medalista Wtoroj ligi ZSRR: 1967, 1968

### Sukcesy trenerskie
Szachtior Karaganda
- brązowy medalista Mistrzostw Kazachstanu: 1995

### Odznaczenia
- tytuł Zasłużonego Trenera Kazachstanu